# Liste der Orte in der Gemeinde Manufahi

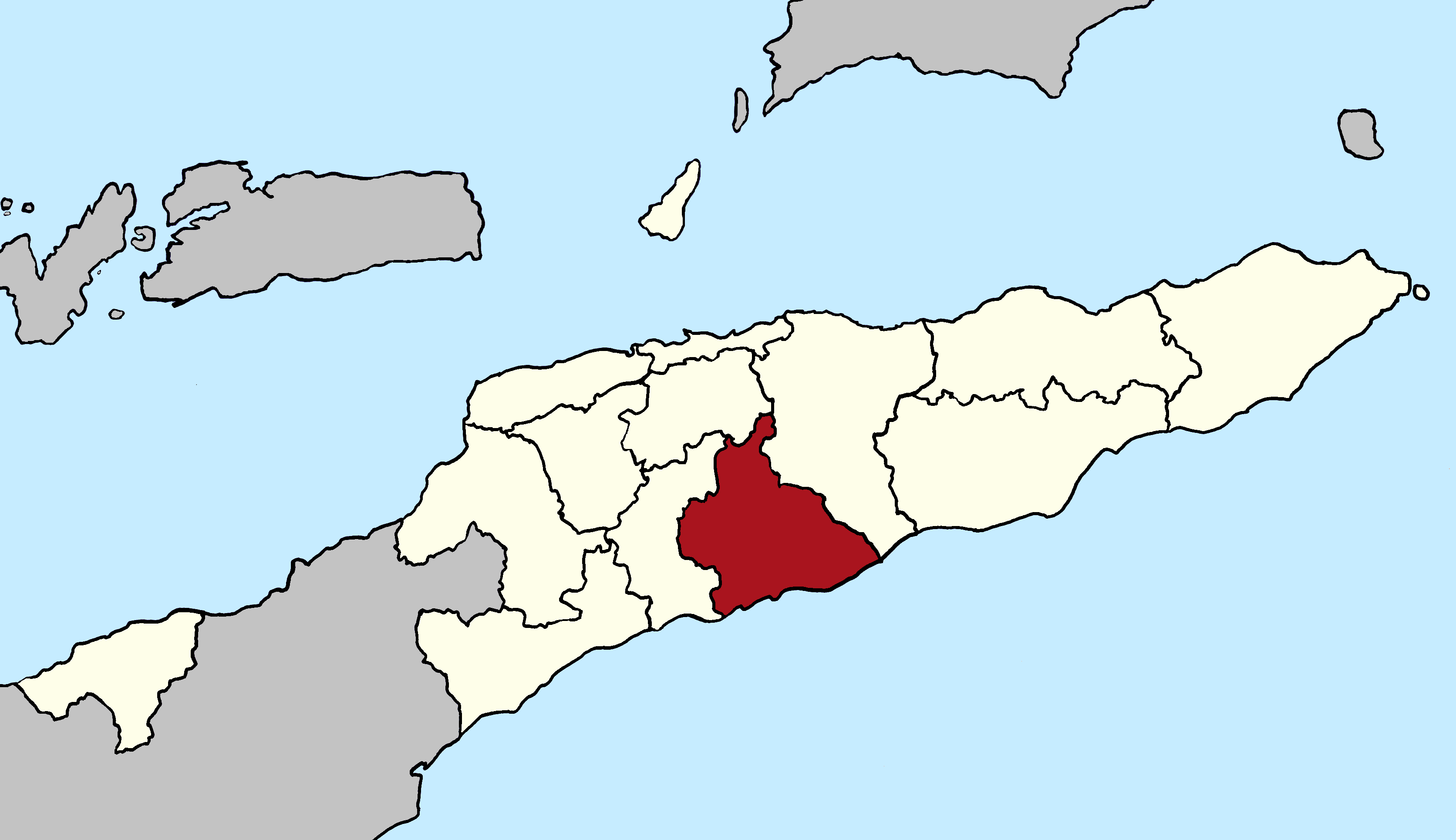
Die Gemeinde Manufahi in Osttimor

Die Liste der Orte in der Gemeinde Manufahi gibt an, welche Ortschaften in jedem Suco der osttimoresischen Gemeinde Manufahi liegen und welche geographische Koordinaten und Meereshöhe sie haben.

## Landkarten

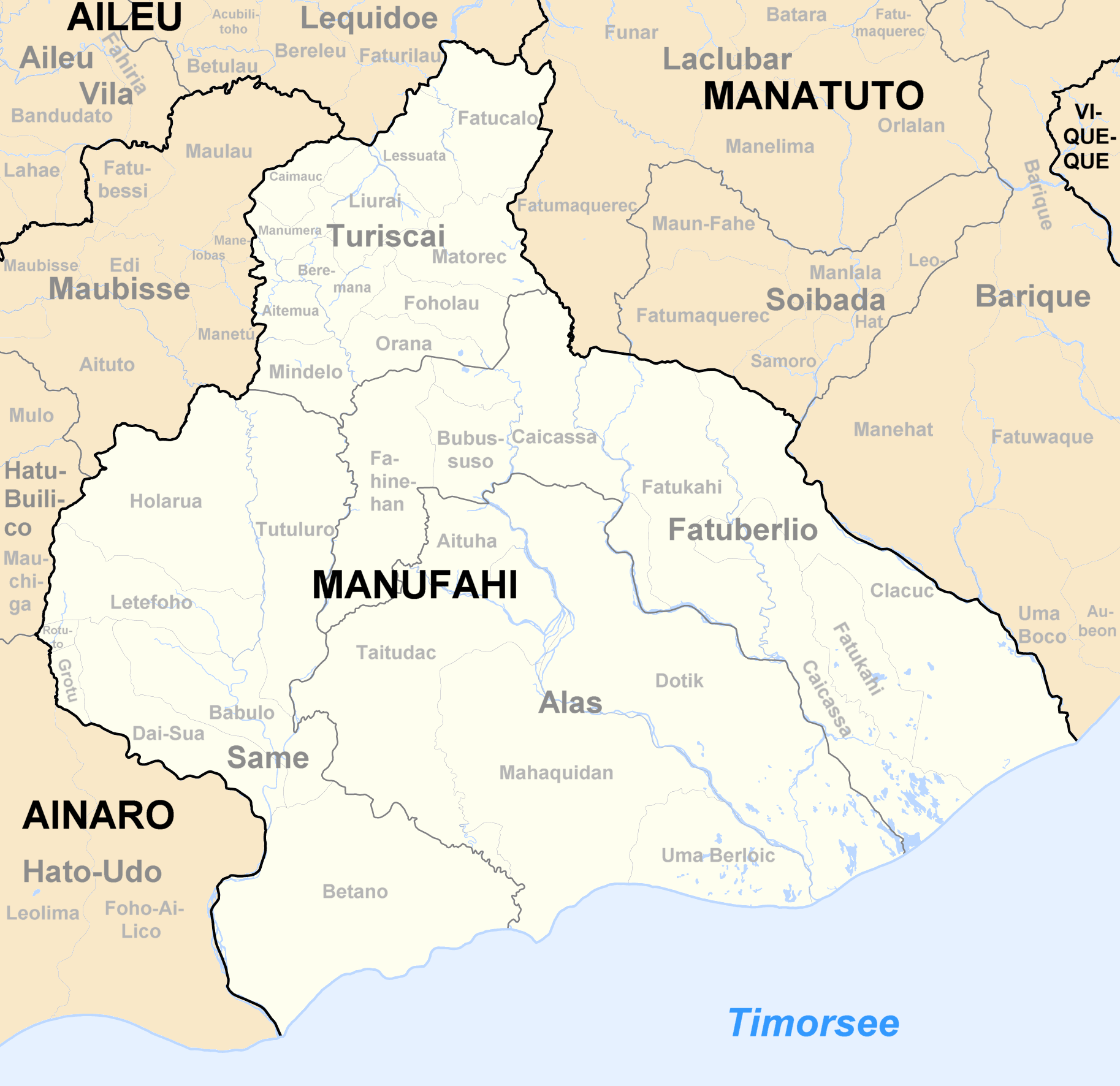
Die Gemeinde Manufahi

## Liste

### Das Verwaltungsamt Alas
| \| Alas \| |
| Alas       |

| Alas |

### Das Verwaltungsamt Fatuberlio
| \| Fatuberlio \| |
| Fatuberlio       |

| Fatuberlio |

### Das Verwaltungsamt Same
| \| Same \| |
| Same       |

| Same |

### Das Verwaltungsamt Turiscai
| \| Turiscai \| |
| Turiscai       |

| Turiscai |

## Belege
Die Schreibweise der Ortsnamen folgt, sofern vorhanden, den Angaben zu den administrativen Einteilungen in:
- Jornal da República: Diploma Ministerial n.° 16/2017, mit Korrekturen vom 9. Mai 2017

Die Liste der Ortschaften wird mit folgenden Karten erstellt:
- Timor-Leste GIS-Portal (Memento vom 30. Juni 2007 im Internet Archive)
- UNMIT Karten der Distrikte 2008

Bei unterschiedlicher Schreibweise der Ortsnamen, wird den Angaben des GIS-Portals gefolgt. Die anderen Schreibweisen für einzelne Orte finden sich in den Artikel zu den einzelnen Sucos des Landes.
Die Meereshöhen und Koordinaten wurden entnommen von:
- Global Gazetteer Version 2.2: Directory of Cities, Towns, and Regions in East Timor

Bei Global Gazetteer aufgeführte Orte, die nicht durch eine Karte bestätigt sind, werden nicht mit in die Liste aufgenommen.
Koordinaten, die nicht bei Global Gazetteer aufgeführt sind, werden mit Hilfe von Google Maps ermittelt.
1. 1 2 3 4 5 6 7 8 9 10  Google Maps

- Karte mit allen Koordinaten:
- OSM |
- WikiMap